# Friedrich Frey (Geschäftsmann)

Friedrich Frey-Fürst. Porträt von Heinrich Knirr

Friedrich Frey–Fürst (* 9. Juni 1882 in Unterentfelden; † 19. Juli 1953 in Luzern, heimatberechtigt in Unterentfelden und Luzern) war ein Schweizer Geschäftsmann.

## Leben
Frey machte eine Lehre als Elektriker in Aarau und studierte später Elektrotechnik in Burgdorf. Er gründete im Jahre 1907 eine Installationsfirma in Luzern, welche unter anderem für Hotels tätig war. Neun Jahre später (1916) gründete er die Elektrowerke Reichenbach, die eigene Kraftwerke und Carbidefabriken betrieben.
Im Jahre 1925 kaufte er sämtliche Hotels und Bahnen auf dem Bürgenstock und war für die erfolgreiche Neuausrichtung verantwortlich. Das vom Abriss bedrohte Hotel Giessbach am Brienzersee inklusive der Bahn erwarb er sich im Jahre 1947 und sicherte die Weiterführung der Anlagen.

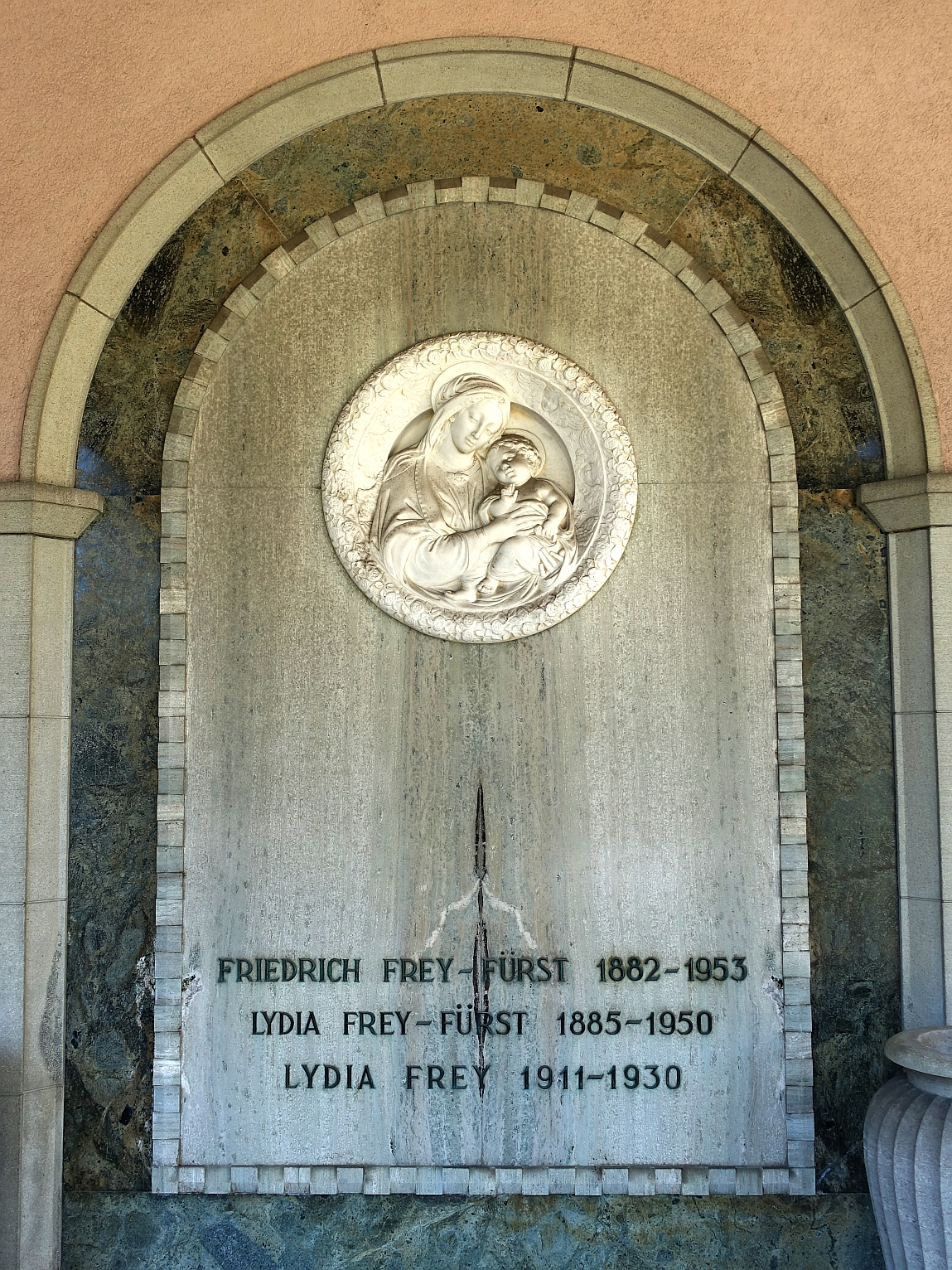
Grab auf dem Friedhof Friedental

Friedrich Frey hatte diverse Verwaltungsratsmandate inne und präsidierte verschiedene Verbände. Seine letzte Ruhestätte fand er auf dem Friedhof Friedental.

## Publikationen
- Der Kraftexport eine nationale Gefahr. Kommissionsverlag: Buchdruckerei C. J. Bucher A.G, Luzern 1923, DNB 573954526 (Digitalisat).
- Gemeinsam mit Franz Odermatt: Bürgenstock. Gedenkbuch zum 75-jährigen Bestehen des Kurortes Bürgenstock. Haag, Luzern 1948, DNB 973664606 (Digitalisat).
- Bilder- und Gobelins-Sammlung der Bürgenstock-Hotels. Bucher, Luzern 1951 (Digitalisat).